# El Obrero Balear
El Obrero Balear fue un semanario de Mallorca, España, de orientación socialista publicado en Palma entre diciembre de 1900 y julio de 1936 coma órgano de la Federación Socialista Balear (FSB-PSOE). Fueron directores Antoni Maria Alzina, Llorenç Bisbal, Jaume Marí y Francesc Roca Hernández, y como colaboradores, Andreu Crespí Salom, Ignasi Ferretjans Sanjuan, Alexandre Jaume Rosselló y Joan Montserrat Parets. Se publicaba en español, con algún artículo esporádico en catalán. Divulgó textos marxistas y ofrecía información sobre el movimiento sindical, las condiciones de vida de la clase trabajadora mallorquina y las dificultades de los trabajadores emigrantes mallorquines en América. En 1909 fue clausurado a causa de un artículo de Llorenç Bisbal contra Antonio Maura a raíz de los hechos de la Semana Trágica.
Pasó por periodos de dificultades económicas que pusieron en peligro su existencia, pero mantuvo un fuerte pluralismo interno al margen de las disputas internas del partido. En 1935 se manifestó en contra de la celebración en Ibiza del VII Centenario de la Conquista. El triunfo de la sublevación fascista el 18 de julio de 1936 en Mallorca provocó su clausura. Sin embargo, entre abril y julio de 1937 la Agrupación de Socialistas de Baleares en Cataluña editó cinco números en Barcelona bajo la dirección de Víctor Alomar Cifré, quien llevó como colaboradores a los mallorquines refugiados Gabriel Alomar, Bartomeu Alou, Ignasi Ferretjans, Vicenç Garcés Bonafe y Antoni Maria Sbert.